# Promenada (centrum handlowe)
Promenada – centrum handlowe znajdujące się przy ul. Ostrobramskiej 75C, w dzielnicy Praga-Południe w Warszawie.

## Opis
Obiekt został zbudowany na terenach zajmowanych dawniej przez Polskie Zakłady Optyczne.

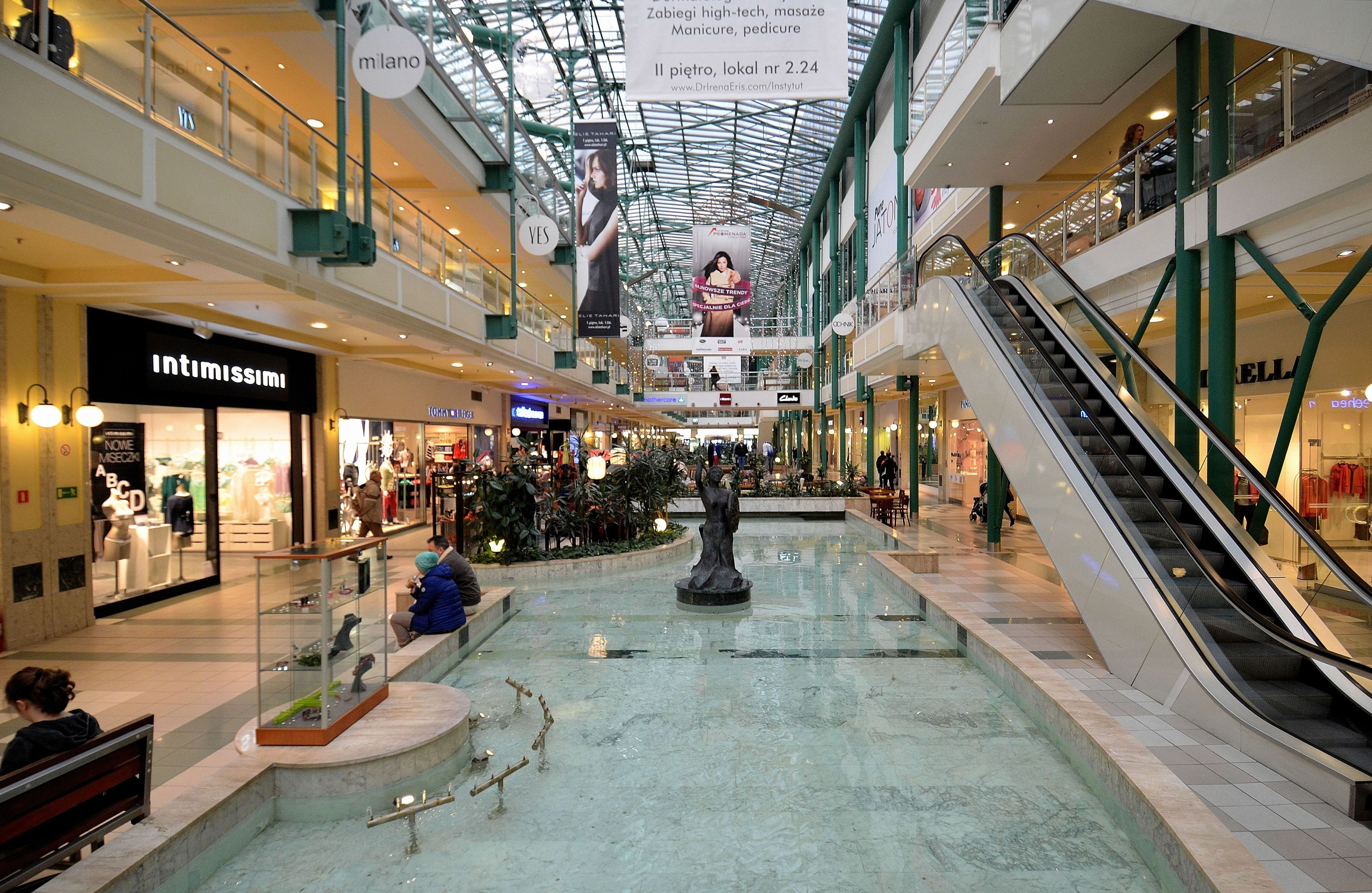
Wnętrze centrum (do 2017)

Autorami pierwotnego projektu centrum byli Jacek Kwieciński i Tomasz Kosma Kwieciński. Obiekt miał mieć charakter dziewiętnastowiecznego pasażu wielkomiejskiego. Zgodnie z projektem budynek pokryto szklanym dachem i umieszczono pod nim trzy kondygnacje galerii handlowych, połączonych ze sobą mostkami. Konstrukcja budynku miała stanowić jego wystrój (podpory, balustrady, podciągi), który dopełniać miały elementy ze stali (łukowate balustrady, szpice w kształcie końcówek cyrkla). Jednak inwestor odstąpił od pierwotnych założeń i zatrudnił nowych projektantów – Małgorzatę Patris-Cieślak i Marka Rowickiego. Ich projekt wprowadził m.in. dekorowane, kamienno-gipsowe filary dzielące boksy sklepów, kamienne baseny z fontannami i mostkami, latarnie ogrodowe, a na podłodze gwiazdy z kolorowych kamieni (logo centrum).

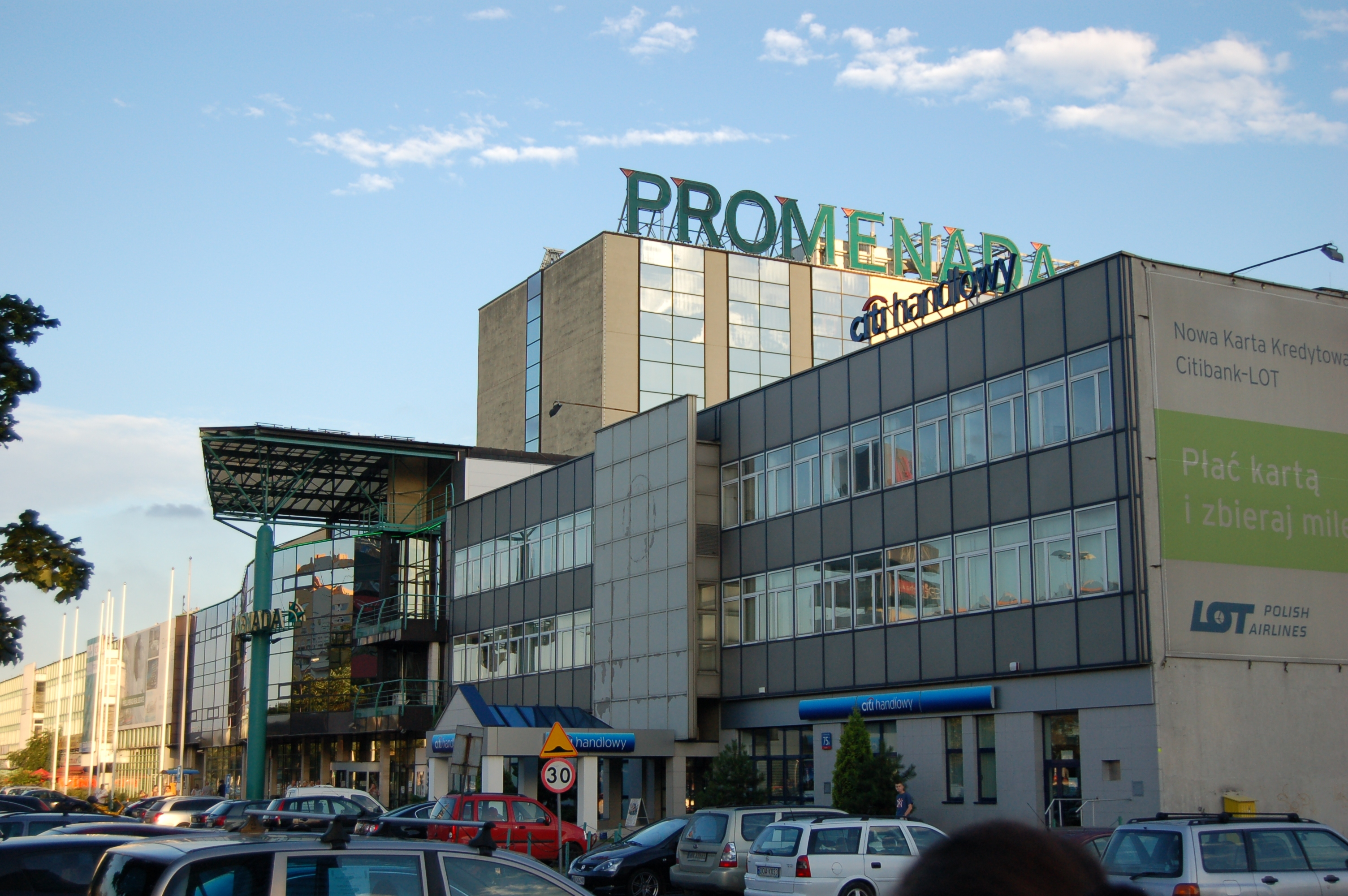
Centrum handlowe Promenada od strony ul. Ostrobramskiej (2009)

Pierwsza część centrum, mająca powierzchnię 35 000 m², została otwarta w grudniu 1996 – w formie galerii sklepów, zintegrowanych z powierzchnią biurową. W ofercie nowego obiektu handlowego znalazł się program lojalnościowy „Promenada Club” oraz magazyn konsumencki „Promenada Sukcesu”. 
W 1999 roku oddano do użytku kolejne 15 000 m² (m.in. multipleks, kręgielnia, punkty usługowe i handlowe), a w kwietniu 2005 następne 60 000 m² (m.in. kryte lodowisko). Na terenie obiektu znajduje się również parking z ok. 2000 miejsc postojowych, w tym 1300 zadaszonych. W celu dalszej rozbudowy, inwestor dokupił teren na wschód od Promenady (od firmy deweloperskiej Pirelli Pekao Real Estate).
W 2016 zakończyła się rozbudowa centrum, w wyniku czego wzrosła jego powierzchnia handlowa. W latach 2017–2018 przeprowadzono modernizację najstarszej części obiektu – za jej projekt, podobnie jak w przypadku rozbudowy, odpowiedzialna była pracownia Sud Architekt Polska.
W latach 2022−2023 zrealizowano kolejny etap przebudowy obiektu. W 2023 roku centrum posiadało certyfikat BREEAM na poziomie Very Good.

### Właściciel obiektu
Początkowo warszawska Promenada była jednym z centrów handlowo-rozrywkowych, należących do sieci (realizowanej od wczesnych lat 90. XX wieku) holenderskiego biznesmena, Diona Heijmansa.
Na początku spółką zarządzającą centrum Promenada była ECC Sp. z o.o. W 2006 roku inwestor sprzedał obiekt Funduszowi Carpathian, a nowy właściciel powierzył zarządzanie spółce ECC Property Management – powołanej przez Diona Heijmansa oraz jego syna, Adriana Heymansa – w ramach ECC Holdings Poland. W latach 2011−2022 właścicielem Promenady było Atrium European Real Estate, a od 2022 jest nim spółka G City Europe.